# Strobilops labyrinthicus
Strobilops labyrinthicus är en snäckart som först beskrevs av Thomas Say 1817.  Strobilops labyrinthicus ingår i släktet Strobilops och familjen Strobilopsidae. Inga underarter finns listade i Catalogue of Life.

## Bildgalleri

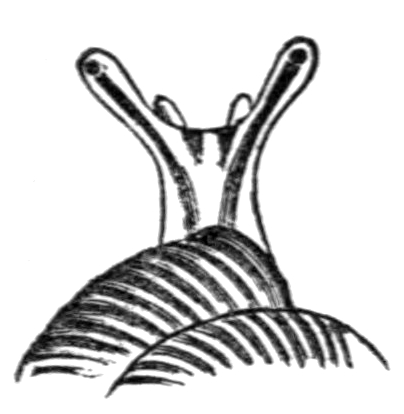
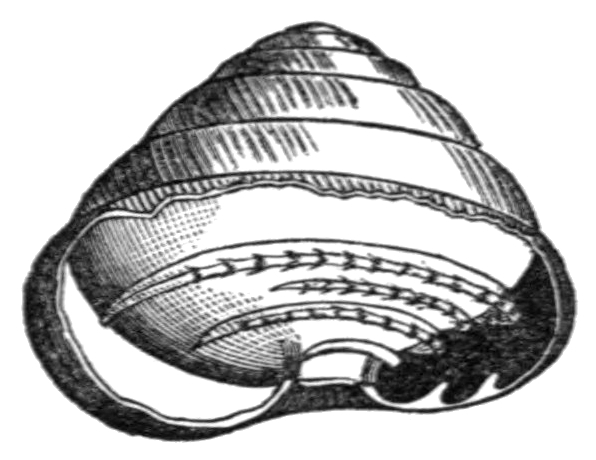